# Escut i bandera de Quart de les Valls
L'escut i la bandera de Quart de les Valls són els símbols representatius oficials de Quart de les Valls, municipi del País Valencià, a la comarca del Camp de Morvedre.

## Escut heràldic
L'escut té el següent blasonament:
| « | Escut quadrilong de punta redona. En camp de gules, sobre ones d'atzur i argent, un brollador d'atzur. Al tot, bordura d'or amb vuit tarongers de sinople. Al timbre corona reial oberta. | » |

## Bandera
La bandera oficial té la següent descripció:
| « | Bandera de proporcions 2:3. D'argent o gris perla, tres ones de blau, amb l'escut municipal al centre. | » |

## Història
L'escut fou aprovat per Resolució de 15 d'abril de 1999, del conseller de Presidència, publicada al DOGV núm. 3.512, de 8 de juny de 1999.
La bandera fou aprovada per Resolució d'1 de juliol de 2005, publicada en el DOGV núm. 5.060 de 29 de juliol de 2005.
El brollador és un senyal parlant al·lusiu a la Font de Quart, que rega les terres de la vall de Segó, on està situat el poble. Els tarongers simbolitzen la riquesa agrícola del terme municipal.
A l'Arxiu Històric Nacional es conserva l'empremta d'uns segell en tinta de l'Alcaldia de Quart de les Valls de 1876 on ja hi apareix el brollador.

Segell de l'Alcaldia (AHN, 1876).